# 1828 v loďstvech
Tento článek obsahuje významné události v oblasti loďstev v roce 1828.

## Lodě vstoupivší do služby
- 20. prosince –  USS St. Louis – šalupa